# Leucadendron pubescens
Leucadendron pubescens är en tvåhjärtbladig växtart som beskrevs av Robert Brown. Leucadendron pubescens ingår i släktet Leucadendron och familjen Proteaceae. Inga underarter finns listade i Catalogue of Life.